# Matthias Buchinger

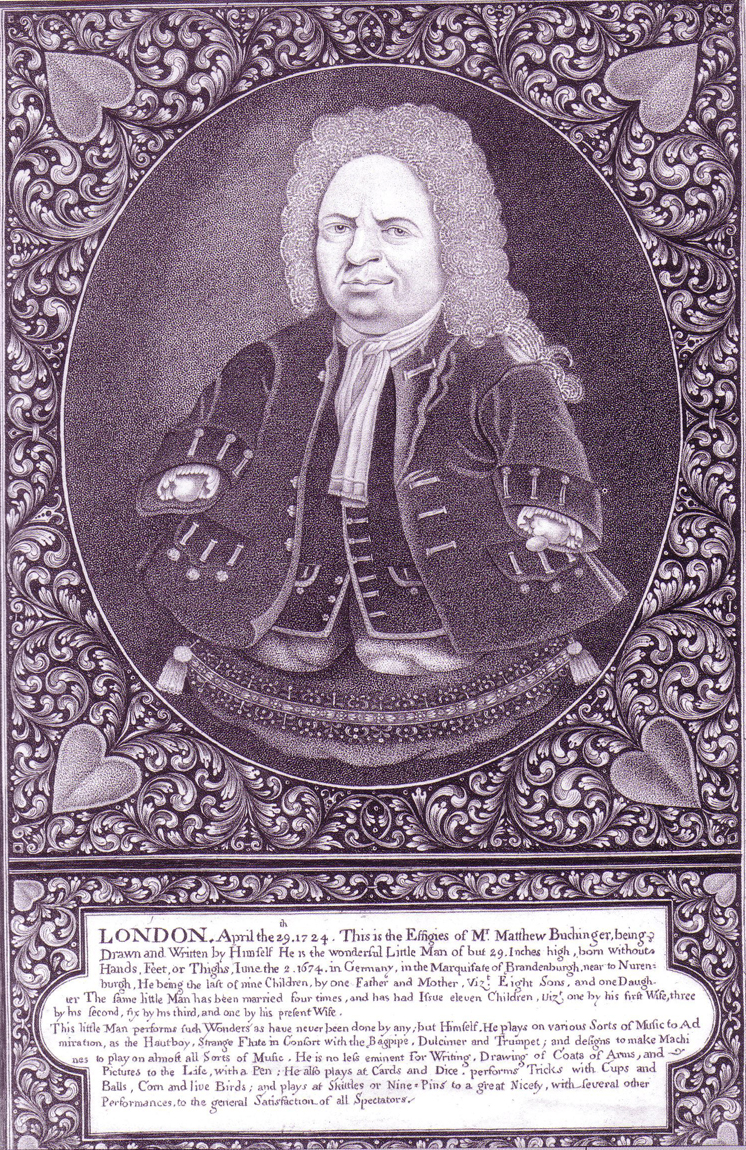
Matthias Buchinger: Selbstporträt
(Geburtsdatum hier falsch angegeben), 1724

Matthias Buchinger (auch Buckinger; * 3. Juni 1674 in Fünfbronn (heute Stadt Spalt, Lkr. Roth); † zw. 10. und 16. August 1739 in Cork, Irland) war ein deutscher Künstler, Musiker, Zeichner, Kalligraph und Magier, der ohne Hände und Füße geboren wurde und nur 74 Zentimeter groß war.

## Leben und Werk
Matthias Buchinger wurde als neuntes Kind seiner Eltern in Fünfbronn geboren. Seine rudimentär ausgebildeten Hände saßen an den Ellenbogen, eine sogenannte Tetraamelie, und wurden als Cherry divided into three parts (dreigeteilte Kirsche) beschrieben.
Er zog als Taschenspieler durch deutsche Städte und stellte sich selbst aus, 1708/1709 war er etwa in Nürnberg, wo er 1708 Auftrittsverbot erhielt, 1709 in Stuttgart und 1716 in Regensburg. Zu Buchingers royalem Publikum zählten der französische König Louis XV., der schwedische König sowie die römisch-deutschen Kaiser Leopold I., Joseph I. und Karl VI.
1717 ging er nach England, um am Hof von König Georg I. eine Audienz zu erhalten, die ihm aber nicht gewährt wurde. Buchinger reiste anschließend weiter nach Irland, wo er 1720 in Dublin und 1722 in Belfast öffentliche Vorstellungen gab. Dabei erlangte er Berühmtheit unter dem Namen Little Man from Nuremberg. Zu seinen Bewunderern zählten Robert Walpole und Edward Harley, in dessen Harleian Collection sich einige Manuskripte von Buchinger befinden.
Trotz seiner Behinderung war Buchinger ein geschickter Künstler, der vor allem durch seine Gravuren und Zeichnungen Berühmtheit erlangte. In einem seiner Selbstporträts etwa bestehen die dargestellten Haare aus mikrografischen Sätzen sieben biblischer Psalmen, die nur bei genauer Betrachtung lesbar sind. Als Magier ließ er Bälle verschwinden, Vögel scheinbar aus dem Nichts auftauchen, war angeblich unschlagbar im Kartenspiel und angeblich ein hervorragender Bogenschütze. Buchinger spielte eigene Kompositionen auf Zither, Gitarre, Flöte, Trompete, Oboe, Dudelsack und Zimbel.
Der Flame Peter Tillemans malte eine Porträtskizze.
Buchinger war viermal verheiratet und hatte acht, andere Quellen nennen zwölf, Kinder. Er starb 1739 im irischen Cork.
Anfang 2016 zeigte das Metropolitan Museum of Art in New York Zeichnungen Buchingers aus der Sammlung Ricky Jay.

## Zeitgenössische Darstellungen
- Lectori Benevolo Salutem.: Mit Consens und Permission einer hochgebientenden Obrigkeit/ stellet sich allhier allen curieusen Liebhabern eine sonderbahre und künstliche Persohn vor/ dergleichen wohl niemahlen jemand wird gesehen haben/ indem dieselbe ohne Hände und Füsse gebohren/ und seiner Länge mehr nicht als fünff Viertel lang ist; Doch aber durch Gottes Gnade allerhand sehr curieuse und sehenswürdige Stücke præsentiren kan. Hannover, 1701 (Ein Blatt), Nachweis bei Gottfried Wilhelm Leibniz Bibliothek
- Heinrich Christoph Büttner: Der künstliche Krüppel. in: Heinrich Christoph Büttner (Hrsg.): Franconica, Beiträge zur Geschichte, Topographie und Literatur von Franken, Erster Band. Ansbach: W. G. Gassert, 1813, S. 237–242 (books.google.de).